# День барикад

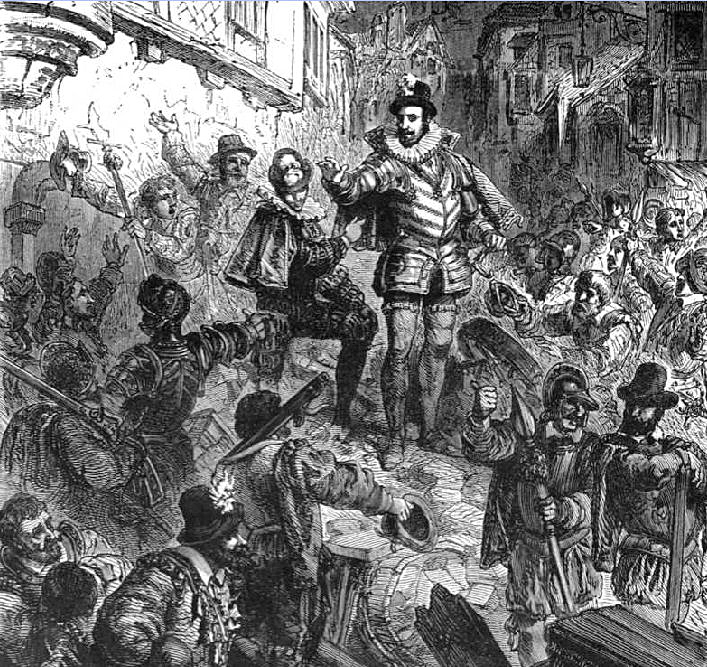
Генріх I де Гіз на вулицях Парижа в День барикад

День барика́д (фр. Journée des barricades) — події в Парижі 12 травня 1588 року у рамках французьких релігійних воєн, що являли собою стихійне народне повстання католиків проти помірної, що коливається, вичікувальної політики короля Генріха III. Фактично було ініційовано Паризькою «Радою шістнадцяти», що представляла шістнадцять кварталів Парижа і Генріхом де Гізом, глава Католицької ліги, і було скоординовано з послом Іспанії Бернардіно де Мендоса.

## Передумова
Попри королівський інтердикт, Генріх де Гіз повернувся до Парижа після провалу змови, планованої на 24 квітня, оскільки не міг втекти на очах своїх послідовників. У відповідь на це король, який перебував у Луврі, зібрав у столиці кілька полків швейцарських гвардійців, що порушило привілеї міста Парижа, які забороняли розквартирування в місті іноземних військ. Поширились чутки, що лідерів партії Гізів заарештовано. Король наказав переписати всіх приїжджих до Парижа, щоб відокремити сили герцога де Гіза і визначити їх розташування.

## Барикади
Барикади з возів, колод і бочок (фр. barriques) стали блокувати доступ до найважливіших об'єктів міста, починаючи від університетського кварталу, де якийсь Крусе першим спорудив подібні загородження. Барикади було легко спорудити з підручних матеріалів, відтоді вони стали характерною рисою французьких революцій. Основу повсталих становили ополченці, лояльні Гізам, а королівські війська стали концентруватися в різних кварталах. Герцог де Гіз прийняв термінове повідомлення від короля, готового забезпечити впорядковане виведення іноземних військ: «погодившись, щоб урятувати королівські сили, при цьому заявляючи, що намагається врятувати місто, король намагався зімітувати невинність і чесноту, тоді як насправді завдав смертельного удару по авторитету короля».

## Королівські сили
Королівські війська перевели до Лувра, оскільки всі ворота Парижа були закриті, крім Порт-Сент-Оноре. Назавтра, 13 травня 1588 року, король відмовився від поїздки в Сент-Шапель, побоюючись засідки прихильників Гізів. Повідомлення про підготовлюваний замах змусили короля втекти до Шартру. До кінця дня близько шістдесяти солдатів убито внаслідок спалаху насильства, Бастилія капітулювала, і герцог де Гіз став господарем Парижа. Городяни запропонували йому корону, але він відмовився.

## Наслідки
Повстання не було так добре скоординовано з відбуттям іспанської Великої армади (28 травня), як на те розраховував іспанський посол Мендоса, але при цьому відволікло увагу гугенотів Франції від допомоги Англії. Католицьке населення Парижа ненавиділо короля Генріха III з кількох причин. По-перше, його свита і вишуканий двір сприймалися як зніжені і гордовиті. По-друге, католики з побоюванням очікували угоди короля з протестантами і передбачуваним спадкоємцем французького престолу, Генріхом Наваррським. Нарешті, парижан турбувала присутність військ у місті. Таким чином, ці емоції було легко експлуатувати на свою користь.
Отримавши в свої руки Париж, Гіз змусив короля підписати в Руані Едикт єдності (фр. Édit d’union), який паризький парламент схвалив 21 липня. За його умовами, король обіцяв ніколи не укладати перемир'я або миру з «єретиками-гугенотами», заборонити займати публічні посади будь-кому, хто не прийме публічну присягу як католик, і не передавати трон не-католику. Секретні положення подовжили амністію всім членам Католицької ліги і надали їй нові замки. Через два тижні герцога де Гіза призначено генерал-лейтенантом королівства Попри це, 23 грудня того ж року герцога де Гіза убито в Блуа за наказом короля, який не пробачив йому приниження.